# Jewgeni Iwanowitsch Kubbel
Jewgeni Iwanowitsch Kubbel (russisch Евгений Иванович Куббель; * 23. Oktober 1894; † 1942) war ein sowjetischer Schachspieler. Er verfasste über 150 Aufgaben, vor allem Zweizüger. Seine beiden Brüder befassten sich ebenfalls mit der Schachkomposition.
Jewgeni und sein Bruder Leonid Kubbel starben 1942 während der Leningrader Blockade und wurden mit weiteren Blockadeopfern in einem Massengrab beigesetzt. Der ältere Bruder Arwid war bereits 1938 Opfer der Stalinschen Säuberungen geworden.
Jewgenis Sohn Lew Kubbel (1929–1988) war Sprach- und Kulturwissenschaftler.